# Neothyone xanthaema
Neothyone xanthaema är en fjärilsart som beskrevs av Paul Dognin 1912. Neothyone xanthaema ingår i släktet Neothyone och familjen björnspinnare. Inga underarter finns listade i Catalogue of Life.